# Ernestina Corma i de Centellas
Ernestina Corma de Centellas, coneguda també com a Ernestina Corma de Kussrow (Barcelona, 1896 — Buenos Aires, 1960) fou mestra i pedagoga, pianista, professora de música, sindicalista i activista política.

## Biografia i formació
Era filla d'Ignasi Corma Miralles –que fou director de La Veu de Catalunya fins a la seva mort, el 16 de desembre de 1910– i d'Antònia de Centellas Baleñà. I era la gran dels seus germans, Ignasi, Rosa, Mercè i Edelmira. Casada amb el periodista uruguaià Carlos Kussrow, tingué dos fills: Carles (1918) i Giocasta (1923), que sota els ensenyaments inicials de la seva mare aviat van revelar-se com uns pianistes altament precoços. La creixença dels nens quedà aviat només al seu càrrec i la seva formació pianística, becada per les institucions, es posà després en mans de Frank Marshall.
Als onze anys, Ernestina Corma havia acabat els seus estudis de Solfeig i Teoria de la Música a la Escola Municipal. A començament de 1913 s'inscrigué a l'Escola Catalana d'Art Dramàtic dirigida per Adrià Gual, tot just acabada de crear. Començà a participar en les representacions teatrals que s'hi organitzaven i, així, feu la protagonista de l'obra de Paul Spaak, Kaatje –Caterina, en la traducció de F. Pujulà i Vallès; la Marioneta a La vídua desitjada, de Goldoni, traduïda i adaptada per Ambrosi Carrión o el paper de la Petita, en l'estrena de Camins de la vida, de Josep Massó i Ventós.

## Carrera com a pedagoga
Un cop acabats els estudis de mestra, s'havia inscrit al curs Internacional que Maria Montessori feu a Barcelona entre els mesos de febrer i maig de 1916, a partir del qual s'adscrigué al mètode pedagògic Montessori i publicà l'àlbum de contes i jocs infantils Los niños en casa. El 1922 pronuncià una conferència a l'associació Acció Femenina –creada l'any anterior– sobre «L'educació integral de la dona». Als anys trenta participà com a mestra en els Cursos Complementaris i de Perfeccionament organitzats per l'Escola Catalana Mossèn Cinto, fent-se càrrec del curs d'Ensenyament Musical. Formà part de l'Escola Natura i participà en les colònies i festivals escolars que aquesta institució dugué a terme.

## Compromís polític
Ben aviat s'interessà pel moviment pacifista femení, que s'havia promogut i dinamitzat entorn de la revista Feminal i alguns cercles femenins. EI juliol de 1916 pronuncià una conferencia sobre La dona, la cultura i la pau, en què lamentava la manca d'iniciatives i la passivitat de les dones d'Espanya davant del conflicte europeu.
L'octubre del mateix any 1916, iniciat ja el seu interès polític, va prendre possessió com a vicepresidenta de la secció de Beneficència del Casal Autonomista del districte III, amb Josep Maria Ruscalleda com a president. El 20 d'abril de 1917 una fotografia la mostra com a l'única dona en el banquet que s'oferí al seu president al restaurant Refectorium.
El maig de 1922 s'involucrà en la reclamació d'indult per als activistes sindicals Victorí Sabaté i Martí Martí, membres de la Federació Local de Sindicats (FLS), que estava afiliada a la C.N.T., condemnats a mort amb l'acusació d'haver atemptat contra un empresari sabadellenc;així, presidí una comissió femenina que aplegà quatre mil cinc-centes firmes i, acompanyada del diputat Lluís Companys, visità el governador civil per reclamar l'indult.
Durant la guerra civil, col·laborant amb la C. N. T., va formar el Comitè Femení de Solidaritat Llibertària, integrat dins del SUPL (Sindicat únic de professions liberals de la C. N. T) juntament amb Pilar Granjel, Eugenia Bony, María Colomé i Palmira Puntes, per donar suport logístic als homes del front. 
Entretant continuava participant en conferències, algunes radiades, sempre a l'entorn del paper de la dona i de l'educació integral dels nens, compromesa amb el Consell de l'Escola Nova Unificada (CENU). En la confiança de l'eficàcia de l'educació musical i rítmica, «espiritual i humanística» d'aquest model escolar, el febrer de 1937 el Sindicat convocava oposicions per a cobrir places de professorat de Música, que signava la mateixa Corma com a presidenta de la secció.

## Exili
L'any 1939, al final de la Guerra Civil, després de passar per París, s'exilà a l'Amèrica Llatina, i visqué, a prop dels seus fills, a l'Uruguai i l'Argentina. A Buenos Aires fundà el 1943 una acadèmia de piano que esdevingué una de les més prestigioses d'Amèrica. Tingué contacte amb Jaume Pahissa, que escrigué algunes peces infantils per als alumnes de Corma, entre els quals figuren les pianistes argentines Martha Argerich, Susana Agrest o Graciela Beretervide...

## Obra publicada
- Los niños en casa (àlbum de contes i jocs infantils). Il·lustrats per A. de la Portilla. Felipe Pons, S. en C, Editores. Barcelona
- Acercándose a ellos: diez genios de la música al alcance de los niños. Pròleg de Francisco Curt Lange. Montevideo: Ceibo, 1945